# Суд над організаторами Голодомору в Україні
Кримінальна справа про Голодомор в Україні — кримінальна справа, порушена 22 травня 2009 року Головним слідчим управлінням Служби Безпеки України за ознаками злочину, передбаченого частиною 1 статті 442 Кримінального кодексу України за фактом здійснення посадовими особами геноциду в Україні у 1932–1933 роках, від якого загинули мільйони громадян.

## Перебіг подій
13 січня 2010 року Апеляційний суд Києва підтвердив висновки слідчих Служби безпеки України про організацію вчинення в 1932–1933 роках на території УСРР керівництвом більшовицького тоталітарного режиму — Сталіним, Молотовим, Кагановичем, Постишевим, Косіором, Чубарем та Хатаєвичем геноциду української національної групи, тобто штучного створення життєвих умов, розрахованих на її часткове фізичне знищення, та закрив кримінальну справу на підставі пункту 8 частини 1 статті 6 Кримінально-процесуального кодексу України, у зв'язку з їхньою смертю. Звинувачувального вироку у скоєнні злочину геноциду не було, оскільки кримінально-процесуальне законодавство України не передбачає покарання померлих. Відповідно до пункту 8 ч.1 ст.6 чинного на той час Криміально-процесуального кодексу України Апеляційний суд закрив провадження у справі не за реабілітуючими обставинами, а лише з огляду на смерть осіб, відносно яких були висунуті звинувачення. «Підстав для реабілітації Сталіна Й. В., Молотова В. М., Кагановича Л. М., Постишева П. П., Косіора С. В., Чубаря
В. Я. і Хатаєвича М. М. немає» — зазначено в Постанові суду.

## Порушення і розслідування кримінальної справи
Кримінальна справа була порушена 22 травня 2009 року Головним слідчим управлінням Служби Безпеки України за ознаками злочину, передбаченого частиною 1 статті 442 Кримінального кодексу України за фактом здійснення посадовими особами геноциду в Україні у 1932–1933 роках, від якого загинули мільйони громадян. Причиною порушення кримінальної справи стало звернення виконуючого обов'язки голови Українського інституту національної пам'яті Ігоря Юхновського, народних депутатів України Григорія Омельченка, Олександра Чорноволенка, голови Асоціації дослідників голодоморів в Україні Левка Лук'яненка, голови Товариства «Меморіал» імені Василя Стуса Романа Крицика, а також заяви громадян України з вимогами провести розслідування Голодомору 1932–1933 років в Україні.

Порушення кримінальної справи за фактом Голодомору розкритикували, зокрема, спікер парламенту Володимир Литвин, лідер опозиції Віктор Янукович, народні депутати Геннадій Москаль, Ганна Герман, президент України у 1991–1994 роках Леонід Кравчук. Ця критика базується на тому, що закони не мають зворотної дії. Однак, за доктором юридичних наук Володимиром Василенком, 
|  | порушення СБУ кримінальної справи за фактом вчинення геноциду в Україні у 1932—1933 рр., тобто за ознаками злочину, передбаченого ч. 1 ст. 442 Кримінального кодексу України, не суперечить ні принципу заборони зворотної дії закону, ні принципу nullum crimen sine lege (немає злочину без визначення його законом). Воно ґрунтується на принципах загального міжнародного права і нормах Конвенції 1948 р., які є частиною кримінального законодавства України і, зокрема, імплементовані у ч. 1 ст. 442 Кримінального кодексу України |

Йдеться про статтю 7 Європейської конвенції 1950 року, де сказано: 
|  | Нікого не може бути визнано винним у вчиненні будь-якого міжнародного правопорушення на підставі будь-якої дії чи бездіяльності, які на час їхнього вчинення не становили кримінального правопорушення згідно з національним законом або міжнародним правом. Ця стаття не є перешкодою для судового розгляду, а також для покарання будь-якої особи за будь-яку дію або бездіяльність, які на час їхнього вчинення становили кримінальне порушення відповідно до загальних принципів права, визнаних цивілізованими націями |

Голова СБУ Валентин Наливайченко спростовує заяви критиків та стверджує, що, згідно з українським законодавством, такі злочини, як геноцид, відносяться до компетенції СБУ, і кримінальна справа порушена обґрунтовано і без будь-якого політичного підтексту. Розслідування справи про Голодомор здійснювали слідчі групи СБУ в 17 областях України. Під час розслідування були знайдені унікальні документи: записи судово-медичних експертиз, архівні книжки, книжки реєстрація померлих, річні звіти і ділова переписка, за допомогою яких слідчі відтворювали картину подій тих років. Було зібрано понад 3,5 тисячі документів, справа налічує 253 томи.
Виконувач обов'язків голови Інституту національної пам'яті Юхновський, з приводу значення справи сказав:
|  | Ми хочемо, щоб український суд підтвердив, що Голод 1932-1933 рокув був злочином проти людства, що при владі в Україні тоді був режим терору |

Водночас, Ігор Юхновський запевнив, що, скоріше за все, справа не буде стосуватися якихось конкретних осіб.
22 грудня 2009 року СБУ передала справу в Генеральну Прокуратуру України. 31 грудня 2009 року справа була передана до суду.

## Судовий розгляд
12 січня 2010 року Апеляційний суд міста Києва розпочав попередні слухання по справі. 13 січня суддя В. М. Скавронік розглянув кримінальну справу. Рішенням суду підтверджені висновки слідчих Служби Безпеки України про організацію здійснення у 1932–1933 роках на території УСРР керівництвом більшовицького тоталітарного режиму — Йосипом Сталіним, В'ячеславом Молотовим, Лазарем Кагановичем, Павлом Постишевим, Станіславом Косіором, Власом Чубаром та Менделем Хатаєвичем — геноциду української національної групи, тобто штучного створення життєвих умов, розрахованих на її часткове фізичне знищення. 21 січня 2010 року рішення суду набуло чинності.
Голова СБУ заявив, що рішення суду відкрило шлях для компенсацій постраждалим. Водночас, Євген Джугашвілі, онук Йосипа Сталіна звернувся до Генеральної Прокуратури України з проханням порушити кримінальну справу проти співробітників СБУ, які вели справу, та судді, який приймав рішення.

### Архівні документи
Суд спирався на ряд архівних документів — речових доказів, які свідчили про вину звинувачених осіб. Зокрема, були наведені такі речові докази — архівні документи, що підтвердили вину:
| - Сталіна (Джугашвілі) Й. В.: - повідомленням Хатаєвича М. М. ЦК ВКП(б) від 12 березня 1933 року про важке становище з продовольством і смертність від голоду в Дніпропетровській області; - директивним листом від 7 грудня 1932 року № П 4731 з письмовою вказівкою Секретаря ЦК ВКП(б) Сталіна Й. В. про проведення репресій і призначення кримінального покарання керівникам Оріховського району Дніпропетровської області у виді позбавлення волі на строк від п'яти до десяти років та інше; - телеграмою від 1 січня 1933 року Генеральному секретарю ЦК КП(б) Косіору С. В. з вказівкою про виконання постанови ЦК ВКП(б) «Про хлібозаготівлі в Україні»; - доповідною запискою Донецького обкому КП(б)У ЦК ВКП(б) і ЦК КП(б)У від 18 травня 1933 року про стан весняної сівби в області і про продовольчі труднощі у Старобельському районі та іншими документами. - Молотова (Скрябіна) В. М.: - постановою Політбюро ЦК КП(б)У від 30 жовтня 1932 року «Про заходи посилення хлібозаготівлі», прийнятою за участю Молотова В. В.; - постановою ЦК ВКП(б) та РНК Союзу РСР від 14 грудня 1932 року; - телеграмою ЦК ВКП(б) і РНК СРСР до ЦК КП(б)У і РНК УСРР від 21 червня 1933 року за підписами Сталіна і Молотова, в якій міститься категорична вимога про обов'язкове виконання плану річних зернопоставок державі всіма колгоспами, радгоспами та одноосібниками України; - телеграмою ЦК ВКП(б) i РНК СРСР ЦК КП(б)У і РНК УСРР за підписами Сталіна Й. В. та Молотова В. М. від 9 квітня 1932 року «Про хід маслозаготівлі та експорт масла», яка містить у собі вимогу виконання плану маслозаготівлі для забезпечення експорту; - телеграмою ЦК ВКП(б) і РНК СРСР до ЦК КП(б)У та РНК УСРР за підписами Молотова В. М. і Кагановича Л. М. з вказівками посилити темпи хлібозаготівлі; - телеграмою Молотова від 21 листопада 1932 року до обкомів КП(б)У про активізацію хлібозаготівельної кампанії та іншими документами. - Кагановича Л. М.: - телеграмою ЦК ВКП(б) і РНК СРСР за підписом Кагановича Л. М. і Молотова В. М. до ЦК КП(б)У та РНК УСРР про посилення темпів хлібозаготівлі; - листом Павлоградського райкому партії від 30 березня 1933 року до Дніпропетровського обкому КП(б)У про голод та людоїдство в с. Межиріччя; - постановою Політбюро ЦК КП(б)У від 29 грудня 1932 року «Про розповсюдження на Дніпропетровську область заходів, прийнятих по відношенню до Одеської області», прийнятою за участю Л. М. Кагановича щодо застосування репресій, виселення за межі України, заслання в концтабір виключених з партії осіб; - постановою Політбюро ЦК КП(б)У «Питання хлібозаготівлі» від 29 грудня 1932 року, прийнятою за участю Л. М. Кагановича, якою партійні організації та органи влади на місцях зобов'язані були вивезти в рахунок плану хлібозаготівлі все наявне в колгоспах зерно, в тому числі і насіннєві фонди та іншими документами; - Постишева П. П.: - телеграмою до обкому КП(б)У від 8 грудня 1933 року за підписом Постишева П. П. про перебіг заготівлі буряків та попередження про судову відповідальність керівного складу за незабезпечення вивозу буряків з полів до кінця декади; - копією телеграми ЦК ВКП(б) ЦК КП(б)У від 18 вересня 1932 року за підписом Постишева, в якій від ЦК КП(б)У вимагалося повне виконання експортного плану четвертого кварталу 1932 року; - листом начальника УХНУ УСРР Асаткіна від 22 квітня 1935 року «Про стан обліку населення в УСРР», в якому повідомляється про різке збільшення смертності в Україні в 1932–1933 роках; - доповідною запискою ЦКК КП(б)У до ЦК КП(б)У від 16 серпня 1933 року про стан громадського харчування та хлібоздачі в колгоспах Київській області; - листом Київського обласного відділу ДПУ голові ДПУ УСРР від 12 березня 1933 року про важке становище з продовольством і посилення смертності у ряді районів області; - повідомленням ДПУ УСРР ЦК КП(б)У від 14 березня 1933 року про важке становище з продовольством в с. Шапарське Новопсковського району Донецької області та іншими документами. | - Косіора С. В.: - запискою по прямому проводу ЦК КП(б)У до Чернігівського обкому КП(б)У за підписом секретаря ЦК КП(б)У Косіора С. В. щодо надання дозволу на застосування судових заходів до саботажників; - витягом з протоколу № 90 засідання Політбюро ЦК КП(б)У від 11 грудня 1932 року «Про організацію хлібозаготівлі в одноосібному секторі», надісланим за підписом Косіора С. В. усім обкомам КП(б)У; - телеграмою ЦК КП(б)У від 5 січня 1933 року, надісланою за підписом Косіора С. В. обласним оргбюро КП(б)У, яка стосується умов прийняття до колгоспів одноосібників; - постановою Політбюро ЦК КП(б)У від 9 серпня 1932 року «Про заходи боротьби зі спекуляцією хлібом», надісланою за підписом секретаря ЦК КП(б)У Косіора С. В. секретарям обласних оргбюро КП(б)У для забезпечення заходів з усунення перекупщиків зерна та борошна, притягнення до судової відповідальності одноосібників, які торгують хлібом на базарах та іншими документами. - Чубаря В. Я.: - запискою ЦК КП(б)У і РНК УСРР обкому КП(б)У та облвиконкому від 6 грудня 1933 року про відрядження відповідальних працівників у занесені на «чорну дошку» села для нещадної боротьби з саботажниками, куркулями та іншими антирадянськими елементами, підписаною Секретарем ЦК КП(б)У Косіором С. В. і Головою РНК УСРР Чубарем В. Я. та іншими документами. - Хатаєвича М. М.: - директивою ЦК КП(б)У та РНК УСРР партійним і радянським органам від 02.01.1933 року за підписом Хатаєвича М. М. і Чубаря В. Я. про добровільну видачу колгоспниками та одноосібниками прихованого ними хліба; - директивним листом ЦК КП(б)У від 23 жовтня 1932 року за підписом Хатаєвича М. М., направленим всім обкомам, міськпарткомам та райпарткомам КП(б)У з вказівками прийняти заходи до посилення надходжень хліба від одноосібників, шляхом застосування до них безумовних стягнень та інших засобів впливу; - директивою ЦК КП(б)У та РНК УСРР на виконання директиви ЦК ВКП(б) і РНК СРСР від 23 січня 1933 року у зв'язку з масовим виїздом селян за межі України, за підписом Хатаєвича М. М. та Чубаря В. Я., про заборону виїзду селянам з місць свого постійного перебування; - доповідною запискою Павлоградського райкому партії Дніпропетровському обкому КП(б)У від 20 квітня 1933 року, що підтверджує обізнаність влади про тяжке становище в районі; - листом секретаря Дніпропетровського обкому партії Хатаєвича М.М ЦК ВКП(б) від 4 березня 1933 року, який підтверджує факт інформування Сталіна Й. В. про важке становище з продовольством, про опухання та голодну смерть людей в УСРР; - листом Мелітопольського райкому партії від 11 березня 1933 року до Дніпропетровського обкому КП(б)У про погіршення продовольчого становища в районі; - повідомленням Дніпропетровського обкому партії ЦК КП(б)У від 12 березня 1933 року, яке вказує на поінформованість влади про важке становище з продовольством і стан смертності людей від голоду в області; - спецдонесенням транспортного відділу ДПУ Катерининської залізниці від 12.03.1933 року Дніпропетровському обкому КП(б)У, що свідчить про факти смертей від голоду на залізничних вокзалах та іншими документами. |

Про спрямованість злочину геноциду саме проти частини української національної групи свідчить і такий факт. Відповідно до рішення Політбюро ЦК ВКП(б) і РНК СРСР на місце виморених голодом українців в Одеську, Дніпропетровську, Донецьку та Харківську області України була організовано переселена людність з Росії та Білорусі, тобто здійснювалась спланована заміна етнічного складу сільського населення в Україні.
Так, згідно з листом заступника завідувача Донецьким обласним земельним управлінням Максимова до НКЗС УСРР про переселення мешканців Івановської області (Росія) на Старобільщину від 13 жовтня 1933 року пропонувалося затвердити розподіл переселенців в кількості 3500 сімей колгоспників між чотирнадцятьма районами Старобільської групи, які за своїм положенням потребують негайного доприселення.
Згідно з постановою Політбюро ЦК КП(б)У від 11 вересня 1933 року «Про доприселення в степові райони» визначено кількість у 22 000 родин переселенців з північних областей України та порядок їх переміщення до Дніпропетровської, Одеської і Донецької областей у 4 кварталі 1933 року. Постановою РНК СРСР від 31 серпня 1933 року Всесоюзному переселенському комітету доручено до початку 1934 року організувати переселення в степові райони України 15-20 тисяч родин.
Постановою Політбюро ЦК КП(б)У від 23 вересня 1933 року «Про заходи по доприселенню в степові райони» прийнято рішення про утворення при облвиконкомах спеціальних комісій для вирішення всіх питань, пов'язаних з переселенням.

## Міжнародна реакція на рішення суду
- Президент Політичного комітету Парламентської Асамблеї Ради Європи Горан Ліндблад схвально оцінив рішення суду[16]: |  | Будь-які рішення судів важливі. Ця справа є дуже важливою, коли суд України засудив Голодомор ... Був голод і в інших частинах Радянського Союзу, теж місцями штучний, проте це не йде ні в яке порівняння з Голодомором, коли така велика кількість людей були вбиті, коли людям постійно відмовляли в користуванні продовольством, вкраденим у селян, яких називали «куркулями» |
- Спікер Держдуми Росії Борис Гризлов засудив це рішення. Голова комітету Держдуми з міжнародних справ Костянтин Косачов сказав: |  | На моє глибоке переконання, це рішення українського суду є частиною виборчої кампанії президента Ющенка і його запеклої спроби зберегтися при владі через реалізацію «операції Голодомор» ... Той факт, що масовий голод у колишньому СРСР у 30-х роках минулого століття був наслідком злочинних дій керівництва країни, нам відомо і без штучного вичленовування української теми |